# 亀城市
亀城市（クソンし）は、朝鮮民主主義人民共和国平安北道の中央部にある市。
金鉱山がある。また、付近にはウラン製錬施設などの核関連施設がある。

## 地理
東に泰川郡、北に大館郡、西北に天摩郡、西南に宣川郡、南に郭山郡、定州市と隣接する。

## 行政区画
24洞・18里を管轄する。
| - クァイル洞（クァイルトン） - 南山洞（ナムサンドン） - 南倉洞（ナムチャンドン） - 東門洞（トンムンドン） - 犂邱洞（リグドン） - 紡織洞（パンジクトン） - 白石洞（ペクソクトン） - 白雲洞（ペグンドン） - 上端洞（サンダンドン） - 上石洞（サンソクトン） - セゴル洞（セゴルトン） - セナル洞（セナルトン） - 西山洞（ソサンドン） - 西城洞（ソソンドン） - 城安洞（ソンアンドン） - 新興一洞（シヌンイルトン） - 新興二洞（シヌンイドン） - 薬水洞（ヤクスドン） - 陽下洞（ヤンハドン） - 駅前洞（ヨクチョンドン） - 雲陽洞（ウニャンドン） - 車興一洞（チャフンイルトン） - 車興二洞（チャフンイドン） - 青年洞（チョンニョンドン） | - 金産里（クムサンニ） - 金豊里（クムプンニ） - 気龍里（キリョンニ） - 南山里（ナムサンニ） - 南興里（ナムンニ） - 大安里（テアンニ） - 東山里（トンサンニ） - 龍豊里（リョンプンニ） - 鉢山里（パルサンニ） - 白上里（ペクサンニ） - 新豊里（シンプンニ） - 五峯里（オボンニ） - 雲豊里（ウンプンニ） - 元鎮里（ウォンジンニ） - 朝陽里（チョヤンニ） - 中坊里（チュンバンニ） - 青龍里（チョンニョンニ） - 青松里（チョンソンニ） |

## 歴史
現在の亀城郡の範囲は、1952年の北朝鮮の行政区画改変に形作られたもので、それまでは現在の天摩郡を含んでいた。
1967年に市に昇格した。
2018年3月、ミサイル関連の施設が集中する同市の方峴洞（パンヒョンドン）が平壌市に編入されたと報じられた。施設で働いている研究者・技術者の多くが平壌の出身とみられており、平壌市民が持つ食料配給や国内の自由旅行といった特権を与えるための特例措置とみられている。

### 年表
この節の出典
- 高麗 - 万年郡が置かれる。
- 994年 - 亀州と呼ばれる。
- 1231年 - 定遠大都護府が置かれる。
- 朝鮮王朝時代 - 亀城郡、のち亀城都護府となる。
- 1895年 - 義州府亀城郡となる（二十三府制）。
- 1896年 - 平安北道亀城郡となる。
- 1914年4月1日 - 郡面併合により、平安北道亀城郡に以下の面が成立。(10面)
  - 府内面・東山面・五峯面・方峴面・西山面・蘆洞面・梨峴面・天摩面・沙器面・館西面
- 1918年 - 府内面が亀城面に改称。(10面)
- 1952年12月 - 郡面里統廃合により、平安北道亀城郡亀城面・東山面・五峯面・方峴面・西山面・蘆洞面および梨峴面の一部、泰川郡院面の一部地域をもって、亀城郡を設置。亀城郡に以下の邑・里が成立。(1邑26里)
  - 亀城邑・車興里・陽下里・東山里・金豊里・五峯里・気龍里・南興里・南倉里・雲陽里・雲豊里・白上里・西山里・犂邱里・上端里・龍豊里・南山里・朝陽里・鉢山里・青松里・王仁里・上石里・新豊里・中坊里・青龍里・吉祥里・大安里
- 1954年 (1邑2労働者区24里)
  - 車興里および犂邱里・上端里の各一部が合併し、車興労働者区が発足。
  - 南倉里および青松里の一部が合併し、方峴労働者区が発足。
  - 上端里・陽下里の各一部が亀城邑に編入。
- 1956年 - 吉祥里が元鎮里に改称。(1邑2労働者区24里)
- 1961年 - 定州郡鳳鳴里の一部が元鎮里に編入。(1邑2労働者区24里)
- 1967年10月 - 亀城郡が亀城市に昇格。(16洞2労働者区19里)
  - 亀城邑が分割され、東門洞・城安洞・駅前洞・青年洞・セナル洞・セゴル洞・西城洞・南山洞・白石洞・紡織洞が発足。
  - 上石里が上石洞に昇格。
  - 陽下里が陽下洞に昇格。
  - 犂邱里が犂邱洞に昇格。
  - 上端里が上端洞に昇格。
  - 西山里が分割され、クァイル洞・西山洞が発足。
- 1974年 (18洞19里)
  - 車興労働者区が車興洞に昇格。
  - 方峴労働者区が方峴洞に昇格。
- 1976年 (20洞19里)
  - 車興洞の一部が分立し、白雲洞が発足。
  - 方峴洞の一部が分立し、新興洞が発足。
- 1985年 (25洞18里)
  - 車興洞が分割され、車興一洞・車興二洞・薬水洞が発足。
  - 新興洞が分割され、新興一洞・新興二洞が発足。
  - 方峴洞の一部が分立し、南倉洞が発足。
  - 雲陽里が雲陽洞に昇格。
- 1991年 - 王仁里が金産里に改称。(25洞18里)
- 2018年 - 方峴洞を平壌市に編入。（24洞18里）

## 交通
- 平北線
  - 方峴駅 - 亀城駅 - 白雲駅
- 青年八院線
  - 魚尾峴駅 - 東山駅 - 亀城駅

## 註
1. ↑  原水禁 「北朝鮮の核開発データ」
2. ↑  “북, 미사일 산업지역 평양시 행정구역에 편입”.  ラジオ・フリー・アジア (2018年3月5日). 2021年10月3日閲覧。
3. ↑  평안북도 구성시 역사